# ده غلامعلی
ده غلامعلی روستایی در دهستان ادیمی بخش مرکزی شهرستان نیمروز استان سیستان و بلوچستان ایران است. بر پایه سرشماری عمومی نفوس و مسکن در سال ۱۳۹۰ جمعیت این روستا ۳۲۵ نفر (در ۹۵ خانوار) بوده است.